# 和泉風花
和泉風花（日语：／ Izumi Fūka，1月11日—）是日本的女性聲優，愛知縣出身。隸屬於Amuse。

## 人物
曾就讀日本播音演技研究所。
2019年1月開始為交換卡片遊戲《Z/X》中的角色米莉配音。
在2019年3月31日舉辦的「世嘉祭典2019」中《動物朋友3》的遊戲發表舞台作為驚喜嘉賓登場，同時發表在遊戲中飾演「豺」這個角色，並與柳原可奈子、伏見春香一起組成聲優團體「花丸動物」。
在聽過《排球少年！！》中入野自由的演技後決定成為聲優。
2022年5月15日出席活動後感染2019冠状病毒病。

## 演出作品
※粗體字為主要角色。

### 電視動畫
2019年
- Re:Stage！ Dream Days♪（女學生、女孩子、小孩、觀眾）
- 偶像夢幻祭（觀眾）
- 機獸新世紀ZOIDS WILD（市民A）
- 碧藍幻想 The Animation Season 2（少女）
- Z/X Code reunion（神前生子）

2020年
- 球詠（山田）
- 弩級戰隊HXEROS（女學生）
- 月歌。 THE ANIMATION2（女子）
- 攀岩！ -Climbing Girls-（小孩子D）
- 無能力者娜娜（學生）

2021年
- 花樣滑冰Stars（ミリオンファン）
- 比方說，這是個出身魔王關附近的少年在新手村生活的故事（貝利）
- 無職轉生～到了異世界就拿出真本事～（小孩D）
- 前輩有夠煩（小孩）

2022年
- 擅長捉弄人的高木同學3（女學生B）
- Healer Girl 歌癒少女（孩子們）
- 式守同學不只可愛而已（女學生）

2023年
- 英雄傳說 閃之軌跡 北方戰役（冰淇淋女子A）
- 藍色管弦樂（新入生、鈴木）
- 聖者無雙～上班族的異世界生存之道～（貓獸人）
- 妖幻三重奏（妖）
- 米奇與達利 惡童物語（偏鄉人家的小孩C）
- 靠著魔法藥水在異世界活下去！（柯夏）
- 川越男子歌唱團（茨戶詩織）

2024年
- 夢想成為魔法少女（柊舞緹娜／瑪吉雅邪惡[12]）
- 我內心的糟糕念頭 第2期（女學生A）
- 異修羅（貧困救濟院的孩子）
- 極速星舞（輪堂凜[13]）
- 神明渴求著遊戲。（女性、貓貓魔偶）
- 2.5次元的誘惑（Cosplayer茜）
- 魔導具師妲莉亞永不妥協（露琪亞·法諾[14]）
- 鹿乃子乃子乃子虎視眈眈（馬車芽芽芽[15]）

2025年
- 青春特調蜂蜜檸檬蘇打（女朋友）
- 群花綻放、彷如修羅（夏江杏[16]）
- mono女孩（女子A）
- 軟軟噗尼寵物小精靈 噗尼3（[17]）

### 劇場動畫
2024年
- 數分間的應援（中川萠美[18]）

2025年
- Virgin Punk: Clockwork Girl（乃愛·安德列特[19]）

### 網路動畫
2024年
- 怪物彈珠 艾兒 墮天之覺醒（瑪麗亞）

### 遊戲
2019年
- Devil Book 命運之書（瑪莉娜[20]、蘿娜）
- 音擊（東雲紬[21]）
- 動物朋友3（豺[22]）
- 魔法紀錄 魔法少女小圓外傳（煌里光）

2020年
- 怪物彈珠（2020年 - 2022年 大典太光世、妖怪少女〈魅魔〉、蘿芙絲特菈、瓦蘿德麗）

2023年
- 碧藍航線（絮弗倫）
- 魔法禁書目錄 幻想收束（郭）

2025年
- 明日方舟（Mon3tr）
- 勝利女神：妮姬（克勞斯特）

2026年
- In Falsus（[23]）

### 廣播節目
- 和泉風花的認真！AniLove（2018年－2019年，超!A&G+）[24][25]

### 電視劇
暴太郎战队咚兄弟（2022年-2023年，吉良绮罗罗）

### 電視節目
- 動物朋友3興奮探險報告（2019年－，NICONICO直播、YouTube、Anitere）主持[26][27]
- （2019年－，NICONICO直播）[28]

### 其他
- Z/X（2019年，米莉[5]）

## 音樂CD

### 角色歌
| 發售日   | 商品名稱                                  | 演唱名義                                                                                                 | 歌曲               | 備註                 |
| -------- | ----------------------------------------- | --- | ------------------ | -------------------- |
| 2019年   |                                           | |                    |                      |
| 10月23日 | ONGEKI Sound Collection 02 最強 the !!!!! | 日向千夏（岡咲美保）、柏木美亞（和氣杏未）、東雲紬（和泉風花）、星咲明（赤尾光）、高瀨梨緒（久保百合花） | 「最強 the !!!!!」 | 遊戲《音擊》相關歌曲 |
| 10月23日 | ONGEKI Sound Collection 02 最強 the !!!!! | 東雲紬（和泉風花）                                                                                       | 「最強 the !!!!!」 | 遊戲《音擊》相關歌曲 |

## 外部連結
- 事務所官方簡歷（页面存档备份，存于）（日語）
- 和泉風花的X（前Twitter）（日語）